# Oliviero Pillon
Oliviero Pillon (Meolo, 29 aprile 1945) è un politico italiano.

## Biografia
Nel 1975 è eletto sindaco di Meolo, a capo di un'amministrazione di sinistra.
Mantiene la carica fino al 1990, quando viene eletto presidente della Provincia di Venezia.

## Opere
- Meolo. La terra gli uomini le memorie, Meolo, Piazza, 2009, ISBN 8863410178.